# MAŤO
MAŤO — чехословацкий домашний 8-разрядный компьютер.
Разработан Иваном Урда (Ivan Urda) в 1987 году, прототип был создан всего за три месяца и носил имя BATO.
Целью было создать компьютер настолько дешёвый, насколько это было возможно, поэтому компьютер продавался в виде набора для самостоятельной сборки.
Концептуально, эта разработка была клоном PMD 85, но цель минимизации цены привела к ряду упрощений и несовместимостей с оригиналом.
Выпускался серийно на фабрике Tesla Bratislava с 1989 по 1992 год, всего выпущено более 5500 экземпляров.

## Технические характеристики
- Процессор: MHB 8080A на частоте 2,048 МГц
- ОЗУ: 48 КБ, включая видео-ОЗУ
- ПЗУ: 16 КБ
  - Системный монитор
  - BASIC-G
- Видео: 288 × 256 точек, только монохромный видеовыход
- Звук: 1-битный — моно-бипер
- Клавиатура: 53 клавиши
- Порты ввода/вывода:
  - Параллельный порт принтера
  - Порт магнитофона
  - Порт локальной сети (опционально)
- Блок питания — встроенный

## Отличия от PMD85
- Другой формат чтения/записи на магнитную ленту
- Видео: атрибуты пониженной яркости и мерцания присутствовали, но не использовались
- Клавиатура: меньше клавиш, новая функциональная клавиша CNT